# Scorpaenodes arenai
Scorpaenodes arenai är en fiskart som beskrevs av Torchio 1962. Scorpaenodes arenai ingår i släktet Scorpaenodes och familjen Scorpaenidae. Inga underarter finns listade i Catalogue of Life.